# Kourula
Kourula est le quartier numéro 63 et une zone statistique de Lappeenranta en Finlande.

## Présentation
Le quartier est situé à 3 km du centre ville entre le Saimaa et l'aéroport de Lappeenranta,.